# Стала омега
Стала омега — це математична константа, визначена як єдине дійсне число, що задовольняє рівняння
{\displaystyle \Omega {\rm {e}}^{\Omega }=1.}
Це значення дорівнює {\displaystyle W(1)}, де {\displaystyle W} — W-функція Ламберта. Назва пов'язана з альтернативною назвою {\displaystyle W}-функції Ламберта — омега-функції.
Числове значення {\displaystyle \Omega } визначається як
{\displaystyle \Omega =0{,}567143290409783872999968662210\dots } (послідовність A030178 в OEIS)
{\displaystyle {\frac {1}{\Omega }}=1{,}763222834351896710225201776951\dots } (послідовність — A030797 в OEIS)

## Властивості

### Представлення з фіксованою точкою
Визначальна тотожність може бути представлена як
{\displaystyle \ln \left({\frac {1}{\Omega }}\right)=\Omega .}
або
{\displaystyle -\ln \left(\Omega \right)=\Omega ,}
а також 
{\displaystyle {\rm {e}}^{-\Omega }=\Omega .}

### Обчислення
Одним із способів обчислення {\displaystyle \Omega } є
ітеративний метод, починаючи з початкового значення {\displaystyle \Omega _{0}} і розглядаючи послідовність
{\displaystyle \Omega _{n+1}={\rm {e}}^{-\Omega _{n}}.}
Ця послідовність збігатиметься до {\displaystyle \Omega }, якщо {\displaystyle n} прямує до нескінченності.
Це пояснюється тим, що {\displaystyle \Omega } є притяжною нерухомою точкою функції {\displaystyle {\rm {e}}^{-x}}.
Набагато ефективніше використовувати рекурентне співвідношення
{\displaystyle \Omega _{n+1}={\frac {1+\Omega _{n}}{1+{\rm {e}}^{\Omega _{n}}}},}
оскільки функція
{\displaystyle f(x)={\frac {1+x}{1+{\rm {e}}^{x}}},}
крім того, що має ту ж нерухому точку, також має похідну, що дорівнює в ній нулю.
Це гарантує квадратичну збіжність; тобто кількість коректних цифр приблизно подвоюється з кожною ітерацією.
Використовуючи метод Галлея, {\displaystyle \Omega } можна апроксимувати з кубічною збіжністю (кількість коректних цифр приблизно втричі збільшується з кожною ітерацією):
{\displaystyle \Omega _{j+1}=\Omega _{j}-{\frac {\Omega _{j}{\rm {e}}^{\Omega _{j}}-1}{{\rm {e}}^{\Omega _{j}}\left(\Omega _{j}+1\right)-{\frac {(\Omega _{j}+2)\left(\Omega _{j}{\rm {e}}^{\Omega _{j}}-1\right)}{2\Omega _{j}+2}}}}.}

### Інтегральні представлення
Тотожність, що належить Віктору Адамчику, визначається наступним співвідношенням:
{\displaystyle \int _{-\infty }^{\infty }{\frac {{\rm {d}}t}{({\rm {e}}^{t}-t)^{2}+\pi ^{2}}}={\frac {1}{1+\Omega }}}.
Інші співвідношення, що належать Мезо та Калугіну—Джеффрі—Корлесу, виглядають так:
{\displaystyle \Omega ={\frac {1}{\pi }}\operatorname {Re} \int _{0}^{\pi }\log \left({\frac {{\rm {e}}^{{\rm {e}}^{{\rm {i}}t}}-{\rm {e}}^{-{\rm {i}}t}}{{\rm {e}}^{{\rm {e}}^{{\rm {i}}t}}-{\rm {e}}^{{\rm {i}}t}}}\right)\,\mathrm {d} t,}
{\displaystyle \Omega ={\frac {1}{\pi }}\int _{0}^{\pi }\log \left(1+{\frac {\sin t}{t}}{\rm {e}}^{t\operatorname {ctg} t}\right)\,\mathrm {d} t.}
Останні дві тотожності можуть бути узагальнені на інші значення функції {\displaystyle W}.

### Трансцендентність
Омега-константа є трансцендентною, що є прямим наслідком теореми Ліндемана — Веєрштрасса.
Доведення здійснюється методом від супротивного: нехай {\displaystyle \Omega } є алгебраїчною.
Тоді {\displaystyle {\rm {e}}^{-\Omega }} має бути трансцендентною, згідно з теоремою Ліндемана — Веєрштрасса.
Проте, оскільки {\displaystyle \Omega ={\rm {e}}^{-\Omega }}, це суперечить припущенню. Отже, {\displaystyle \Omega } має бути трансцендентним числом.